# Église anglicane de Stockholm
L'église anglicane (en suédois : Engelska kyrka) ou église Saint-Pierre et Saint-Siegfried (en anglais : St Peter and St Sigfrid church)  est une église située dans le quartier d'Östermalm à Stockholm en Suède.  

## Histoire et architecture
L'église est située à l'adresse Dag Hammarskjölds väg 14 (Kyrktomten 1). 
La propriété est labellisée en bleu par le Musée municipal de Stockholm, ce qui signifie que « le bâtiment est considéré comme ayant des valeurs culturelles et historiques exceptionnellement élevées ».
La congrégation appartient au diocèse européen au sein de l’Église d'Angleterre.
L'église a été conçue à l'origine par l'architecte Gustavus W. Hamilton de Liverpool . 
Les travaux de construction commencèrent en 1863, mais les fondations posées par le maître d'œuvre Jacob Wessman se révélèrent fragiles.
En 1864, la mission fut confiée à l'architecte James Souttar, qui modifia les plans et dirigea également les travaux de construction de 1864 à 1866, dans l'îlot Lindbacken de la rue Wallingatan, où se trouve aujourd'hui le Scalateatern, près de Norra Bantorget à Norrmalm.
En 1913, l'église fut déplacée pierre par pierre jusqu'à son emplacement actuel à Diplomatstaden sous la direction de l'assistant de Souttar, l'architecte Adolf Emil Melander. 
La nouvelle première pierre a été posée le 12 mars de la même année par la princesse héritière Margaret de Connaught. 
Cette décision était en grande partie due à l'initiative de la princesse héritière d'origine anglaise, et il était normal que l'envoyée britannique ait une église anglaise à proximité. 
Selon une autre explication, la raison du déplacement de l'Église d'Angleterre était que le cimetière de Garrison était considéré comme ayant besoin d'une église à proximité.
L'église est construite en grès rose rouge dans un style néogothique et ressemble à une église de campagne anglaise. 
Une extension ultérieure avec des façades en terre et en briques roses décolorées a été construite en 1989.

## Le cimetière
Le cimetière de garnison de Stockholm, Garnisonskyrkogården, a été créé en 1860 pour les sous-officiers, les sergents, les fahnenjunkers, à l'emplacement où se trouve aujourd'hui l'église,
Certaines tombes sont encore conservées et y reposent, entre autres, les restes des militaires, A.J. Salthén,  Lars Fredrik Hedlund, J.F. Braun et Frans Ludvig Marschall.
En face de l'église, de l'autre côté de ce qui est aujourd'hui Dag Hammarskjölds Väg, le cimetière des artilleurs a été construit à la même époque.

## Galerie

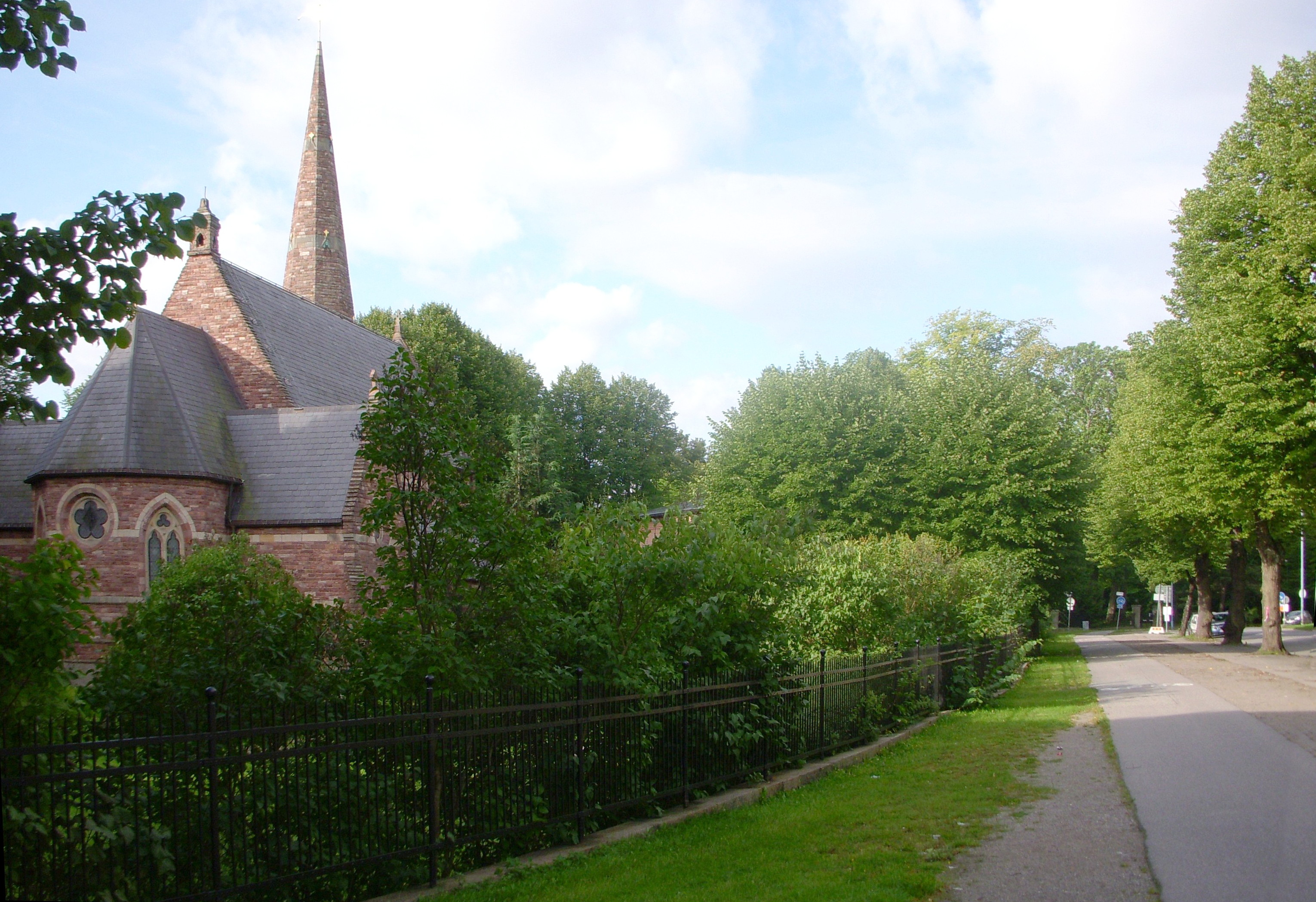
Église d'Angleterre en 2008
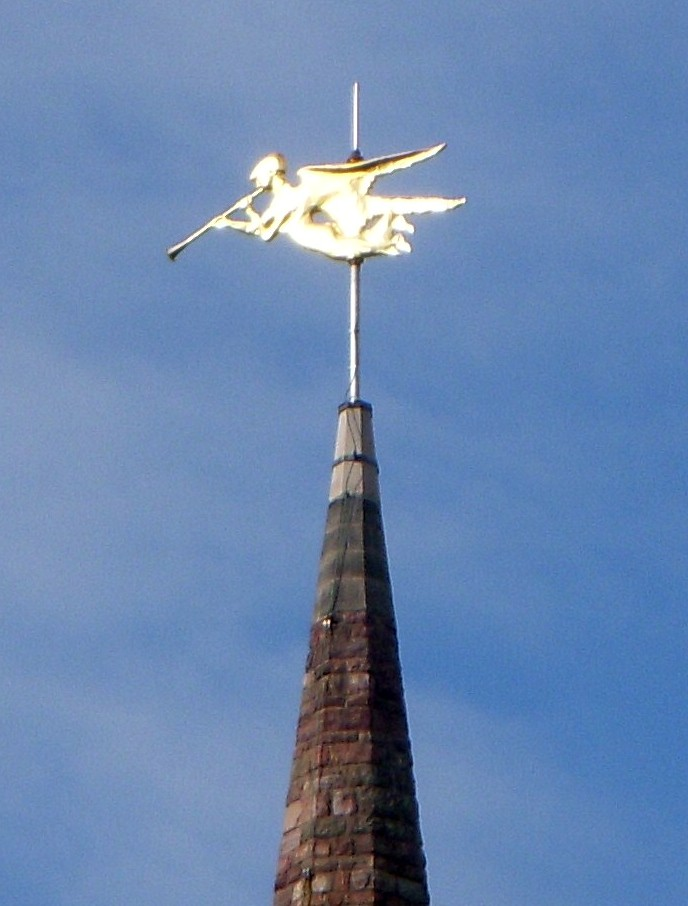
La flèche.
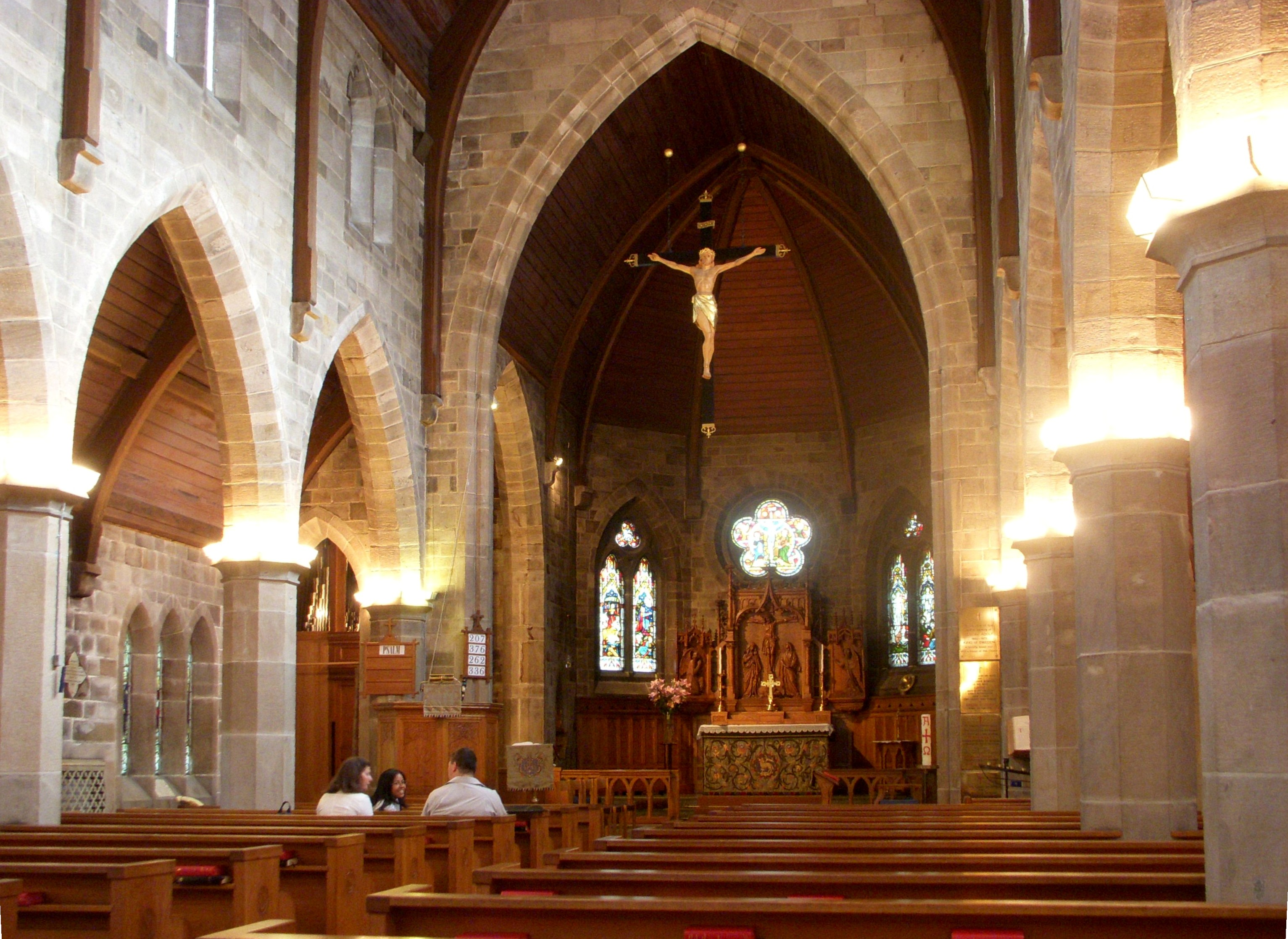
La nef.
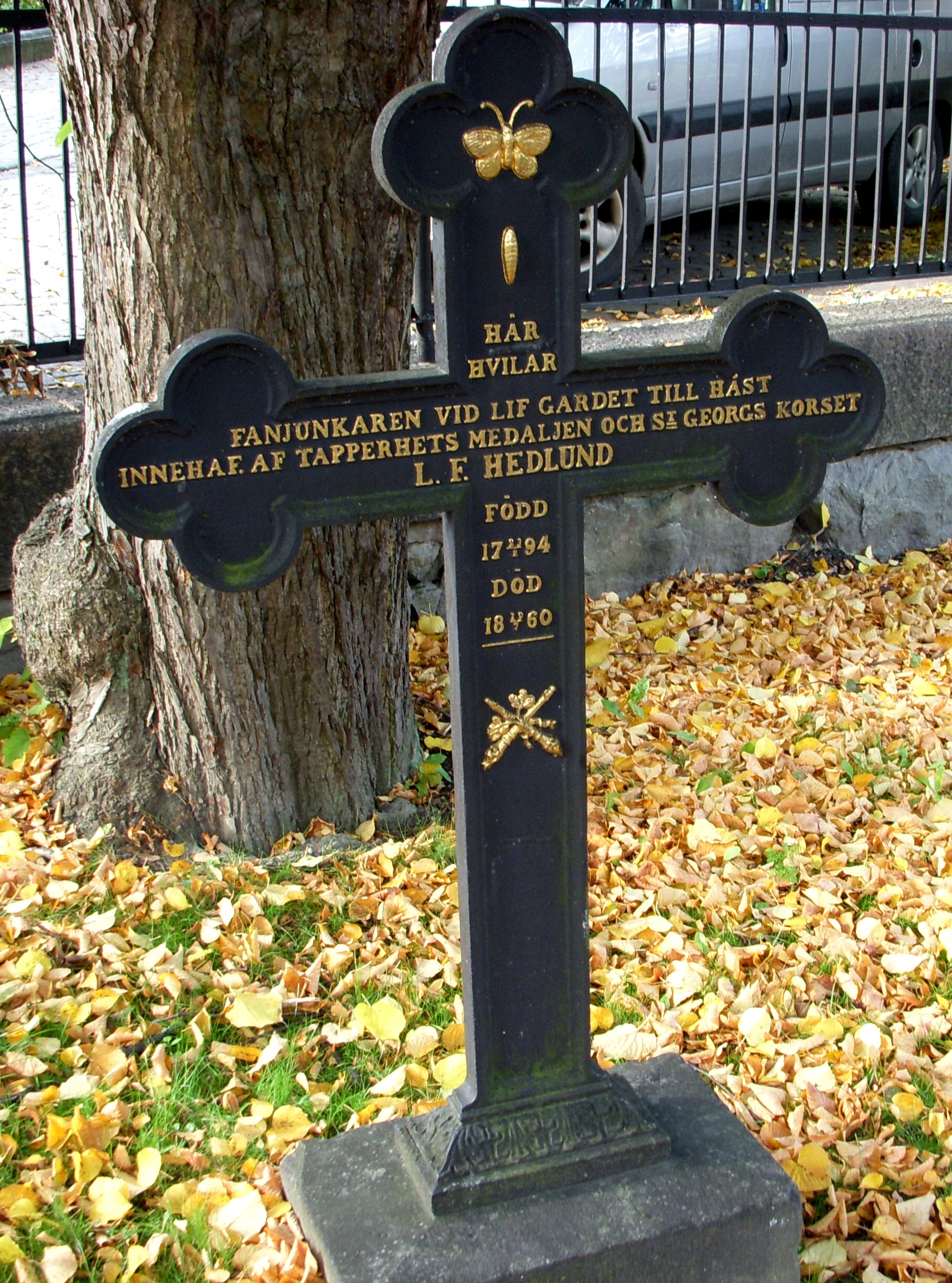
Tombe de Lars Fredrik Hedlund.